# Campionati italiani assoluti di atletica leggera 2020
I CX campionati italiani assoluti di atletica leggera, che inizialmente si sarebbero dovuti svolgere a La Spezia dal 26 al 28 giugno, e furono in seguito posticipati a causa delle misure di sicurezza messe in atto contro la pandemia di COVID-19, si sono svolti per la prima volta dal 1922 (quando i campionati, esclusivamente al maschile, si svolsero a Milano e Busto Arsizio) in più distinte manifestazioni: le gare di velocità, i concorsi e le prove multiple presso lo stadio Daciano Colbachini di Padova dal 28 al 30 agosto, la gara dei 10 000 metri a Vittorio Veneto durante il meeting Città di Conegliano il 27 settembre, mentre le gare di mezzofondo, siepi e marcia al campo scuola di Modena dal 17 al 18 ottobre 2020.
Sono stati assegnati 40 titoli italiani (32 a Padova, 2 a Vittorio Veneto e 10 a Modena) in altrettante specialità, 21 maschili e 21 femminili, ai quali si aggiungono due titoli (maschile e femminile) per i campionati italiani di prove multiple.
Le tre manifestazioni sono state inoltre valide come prima fase del campionato italiano di società di atletica leggera: dopo la prima prova di Padova a guidare la classifica femminile era l'Atletica Brescia 1950 Metallurgica San Marco, mentre al maschile l'Athletic Club 96 Alperia di Bolzano. Nel complessivo, inclusa la seconda fase della Festa dell'Endurance a Modena, la classifica maschile ha visto trionfare l'Athletic Club 96 Alperia seguito da CUS Palermo e Associazione Sportiva La Fratellanza 1874. Al femminile il titolo a squadre è andato all'Atletica Brescia 1950 Metallurgica San Marco; al secondo posto si è classificato il CUS Pro Patria Milano seguito dalla Bracco Atletica.
Durante i campionati è stata assegnata la Coppa Italia al Centro Sportivo Aeronautica Militare per quanto riguarda gli uomini, mentre al femminile il trofeo è andato al Centro Sportivo Carabinieri.
Durante la manifestazione a Modena, il 18 ottobre Antonella Palmisano ha registrato la migliore prestazione italiana nella marcia 10 km con il tempo di 41'28".
I titoli di campioni italiani di maratonina furono assegnati il 16 febbraio a Verona, quelli della maratona il 13 dicembre a Reggio Emilia, dopo un rinvio causato dalla pandemia di COVID-19.
La pandemia ha anche causato l'annullamento del campionato italiano individuale assoluto di marcia, inizialmente in programma il 23 marzo a Bergamo. I titoli della marcia 20 km e della marcia 50 km non furono quindi assegnati.

## Risultati

### Velocità, concorsi e prove multiple del 28-30 agosto a Padova

#### Uomini
| Specialità                                                                              | Oro                                                                                             | Prestazione | Argento                                                                                    | Prestazione | Bronzo                                                                               | Prestazione |
| Corse                                                                                   |                                                                                                 |             |                                                                                            |             |                                                                                      |             |
| 100 m                                                                                   | Marcell Jacobs Gruppo Sportivo Fiamme Oro                                                       | 10"10 w     | Roberto Rigali Bergamo Stars Atletica                                                      | 10"28 w     | Andrea Federici Atletica Biotekna Marcon                                             | 10"42 w     |
| 200 m                                                                                   | Antonio Infantino Athletic Club 96 Alperia                                                      | 20"71       | Andrea Federici Atletica Biotekna Marcon                                                   | 21"20       | Lorenzo Angelini Atletica AVIS Macerata                                              | 21"30       |
| 400 m                                                                                   | Edoardo Scotti Centro Sportivo Carabinieri                                                      | 45"77       | Vladimir Aceti Gruppi Sportivi Fiamme Gialle                                               | 46"49       | Lorenzo Benati Atletica Roma Acquacetosa                                             | 46"91       |
| 800 m                                                                                   | Simone Barontini Gruppo Sportivo Fiamme Azzurre                                                 | 1'48"16     | Stefano Migliorati Club Sportivo San Rocchino                                              | 1'48"54     | Gabriele Aquaro Team-A Lombardia                                                     | 1'48"60     |
| 110 m hs                                                                                | Lorenzo Perini Centro Sportivo Aeronautica Militare                                             | 13"53       | Hassane Fofana Gruppo Sportivo Fiamme Oro                                                  | 13"86       | Mattia Montini Centro Sportivo Carabinieri                                           | 13"93       |
| 400 m hs                                                                                | Mario Lambrughi Atletica Riccardi Milano 1946                                                   | 49"84       | Eusebio Haliti Centro Sportivo Esercito                                                    | 51"48       | Leonardo Puca CUS Pro Patria Milano                                                  | 51"74       |
| Staffetta 4×100 m                                                                       | Athletic Club 96 Alperia Antonio Infantino Jacques Riparelli Alessandro Monte Kevin Giacomelli  | 41"25       | La Fratellanza 1874 Bokar Badji Alessandro Ori Francesco Molinari Freider Fornasari        | 41"39       | Assindustria Sport Marco Beghini Francesco Greggio Abdoullatif Compaoré Ling Wei Lei | 41"53       |
| Staffetta 4×400 m                                                                       | Atletica Futura Roma Alessandro Galati Casimiro Sciscione Osaremen Ozigbo Mario Di Giambattista | 3'12"94     | Atletica Riccardi Milano 1946 Simone Di Nunno Andrea Romani Andrea Cerrato Mario Lambrughi | 3'13"39     | CUS Pro Patria Milano Riccardo Coriani Andrea Blesio Fabio Olivieri Marco Lo Verme   | 3'14"67     |
| Salti                                                                                   |                                                                                                 |             |                                                                                            |             |                                                                                      |             |
| Salto in alto                                                                           | Gianmarco Tamberi Atletica Vomano                                                               | 2,28 m      | Stefano Sottile Gruppo Sportivo Fiamme Azzurre                                             | 2,19 m      | Eugenio Meloni Centro Sportivo Carabinieri                                           | 2,16 m      |
| Salto in alto                                                                           | Gianmarco Tamberi Atletica Vomano                                                               | 2,28 m      | Stefano Sottile Gruppo Sportivo Fiamme Azzurre                                             | 2,19 m      | Manuel Lando Atletica Vicentina                                                      | 2,16 m      |
| Salto con l'asta                                                                        | Max Mandusic Trieste Atletica                                                                   | 5,40 m      | Alessandro Sinno Centro Sportivo Aeronautica Militare                                      | 5,25 m      | Eugeniu Ceban Atletica Libertas Orvieto                                              | 5,05 m      |
| Salto in lungo                                                                          | Filippo Randazzo Gruppi Sportivi Fiamme Gialle                                                  | 7,77 m      | Antonino Trio Athletic Club 96 Alperia                                                     | 7,56 m      | Lorenzo Mantenuto Atletica Gran Sasso Teramo                                         | 7,51 m      |
| Salto triplo                                                                            | Andrea Dallavalle Gruppi Sportivi Fiamme Gialle                                                 | 16,79 m     | Tobia Bocchi Centro Sportivo Carabinieri                                                   | 16,50 m     | Simone Biasutti Trieste Atletica                                                     | 16,09 m     |
| Lanci                                                                                   |                                                                                                 |             |                                                                                            |             |                                                                                      |             |
| Getto del peso                                                                          | Leonardo Fabbri Centro Sportivo Aeronautica Militare                                            | 21,99 m     | Zane Weir Enterprise Sport & Service                                                       | 20,31 m     | Lorenzo Del Gatto Centro Sportivo Carabinieri                                        | 18,69 m     |
| Lancio del disco                                                                        | Giovanni Faloci Gruppi Sportivi Fiamme Gialle                                                   | 61,87 m     | Nazzareno Di Marco Gruppo Sportivo Fiamme Oro                                              | 58,81 m     | Enrico Saccomano Atletica Malignani Libertas Udine                                   | 56,90 m     |
| Lancio del martello                                                                     | Marco Lingua Marco Lingua 4ever                                                                 | 71,98 m     | Simone Falloni Centro Sportivo Aeronautica Militare                                        | 71,85 m     | Giacomo Proserpio Atletica Lecco Colombo Costruzioni                                 | 70,89 m     |
| Lancio del giavellotto                                                                  | Norbert Bonvecchio Atletica Trento                                                              | 74,64 m     | Mauro Fraresso Gruppi Sportivi Fiamme Gialle                                               | 74,24 m     | Gianluca Tamberi Athletic Club 96 Alperia                                            | 69,82 m     |
| record dei campionati; record nazionale; record personale; record personale stagionale. |                                                                                                 |             |                                                                                            |             |                                                                                      |             |

#### Donne
| Specialità                                                                              | Oro                                                                                                | Prestazione | Argento                                                                                       | Prestazione | Bronzo                                                                                                | Prestazione |
| Corse                                                                                   | |             |                                                                                               |             | |             |
| 100 m                                                                                   | Zaynab Dosso Gruppo Sportivo Fiamme Azzurre                                                        | 11"35 w     | Irene Siragusa Centro Sportivo Esercito                                                       | 11"36 w     | Anna Bongiorni Centro Sportivo Carabinieri                                                            | 11"40 w     |
| 200 m                                                                                   | Dalia Kaddari Gruppo Sportivo Fiamme Oro                                                           | 23"30       | Irene Siragusa Centro Sportivo Esercito                                                       | 23"39       | Gloria Hooper Centro Sportivo Carabinieri                                                             | 23"57       |
| 400 m                                                                                   | Alice Mangione Atl. Brescia 1950 Metallurgica San Marco                                            | 52"70       | Rebecca Borga Gruppi Sportivi Fiamme Gialle                                                   | 52"92       | Raphaela Lukudo Centro Sportivo Esercito                                                              | 53"31       |
| 800 m                                                                                   | Elena Bellò Gruppo Sportivo Fiamme Azzurre                                                         | 2'04"01     | Eleonora Vandi Atletica AVIS Macerata                                                         | 2'05"19     | Gaia Sabbatini Gruppo Sportivo Fiamme Azzurre                                                         | 2'05"64     |
| 100 m hs                                                                                | Luminosa Bogliolo Gruppo Sportivo Fiamme Oro                                                       | 13"02       | Elisa Di Lazzaro Centro Sportivo Carabinieri                                                  | 13"22       | Linda Guizzetti CUS Pro Patria Milano                                                                 | 13"35       |
| 400 m hs                                                                                | Ayomide Folorunso Gruppo Sportivo Fiamme Oro                                                       | 56"47       | Eleonora Marchiando Atletica Sandro Calvesi                                                   | 57"45       | Linda Olivieri Gruppo Sportivo Fiamme Oro                                                             | 57"60       |
| Staffetta 4×100 m                                                                       | Atl. Brescia 1950 Metallurgica San Marco Chiara Melon Gaia Pedreschi Alessia Niotta Alessia Pavese | 45"44       | Bracco Atletica Alessandra Iezzi Francesca Aquilino Annalisa Spadotto Scott Marta Maffioletti | 46"05       | Atletica Brugnera Friulintagli Aurora Zanchetta Sara Foltran Giorgia Bellinazzi Giada Carmassi        | 46"87       |
| Staffetta 4×400 m                                                                       | Centro Sportivo Esercito Marta Milani Valentina Cavalleri Maria Benedicta Chigbolu Raphaela Lukudo | 3'34"80     | CUS Pro Patria Milano Ilaria Burattin Serena Troiani Virginia Troiani Alexandra Troiani       | 3'35"06     | Atl. Brescia 1950 Metallurgica San Marco Alexandra Almici Anna Polinari Silvia Meletto Alice Mangione | 3'41"01     |
| Salti                                                                                   | |             |                                                                                               |             | |             |
| Salto in alto                                                                           | Elena Vallortigara Centro Sportivo Carabinieri                                                     | 1,88 m      | Erika Furlani Gruppo Sportivo Fiamme Oro                                                      | 1,82 m      | Marta Morara Atletica Lugo                                                                            | 1,82 m      |
| Salto con l'asta                                                                        | Roberta Bruni Centro Sportivo Carabinieri                                                          | 4,30 m      | Elisa Molinarolo Atletica Riviera del Brenta                                                  | 4,25 m      | Sonia Malavisi Gruppi Sportivi Fiamme Gialle                                                          | 4,20 m      |
| Salto in lungo                                                                          | Larissa Iapichino Atletica Firenze Marathon                                                        | 6,32 m      | Laura Strati Atletica Vicentina                                                               | 6,17 m      | Elisa Naldi Atletica Virtus Lucca                                                                     | 6,17 m      |
| Salto triplo                                                                            | Dariya Derkach Centro Sportivo Aeronautica Militare                                                | 13,56 m     | Ottavia Cestonaro Centro Sportivo Carabinieri                                                 | 13,47 m     | Veronica Zanon Assindustria Sport Padova                                                              | 13,41 m     |
| Lanci                                                                                   | |             |                                                                                               |             | |             |
| Getto del peso                                                                          | Chiara Rosa Gruppo Sportivo Fiamme Azzurre                                                         | 16,55 m     | Martina Carnevale Atletica Studentesca Rieti Andrea Milardi                                   | 15,86 m     | Sydney Giampietro Gruppi Sportivi Fiamme Gialle                                                       | 15,68 m     |
| Lancio del disco                                                                        | Daisy Osakue Gruppi Sportivi Fiamme Gialle                                                         | 58,26 m     | Natalina Capoferri Atl. Brescia 1950 Metallurgica San Marco                                   | 54,55 m     | Diletta Fortuna Centro Sportivo Carabinieri                                                           | 52,39 m     |
| Lancio del martello                                                                     | Sara Fantini Centro Sportivo Carabinieri                                                           | 68,50 m     | Rachele Mori Atletica Livorno 1950                                                            | 65,03 m     | Cecilia Desideri Atletica Studentesca Rieti Andrea Milardi                                            | 61,58 m     |
| Lancio del giavellotto                                                                  | Carolina Visca Gruppi Sportivi Fiamme Gialle                                                       | 55,57 m     | Sara Jemai Centro Sportivo Esercito                                                           | 55,14 m     | Sara Zabarino ACSI Italia Atletica                                                                    | 55,13 m     |
| record dei campionati; record nazionale; record personale; record personale stagionale. | |             |                                                                                               |             | |             |

#### Campionato italiano di prove multiple
| Specialità                                                                              | Oro                                             | Prestazione | Argento                                        | Prestazione | Bronzo                                                    | Prestazione |
| Decathlon (uomini)                                                                      | Dario Dester Cremona Sportiva Atletica Arvedi   | 7652 p.     | Michele Brini Atletica Imola Sacmi AVIS        | 7351 p.     | Jacopo Zanatta Silca Ultralite Vittorio Veneto            | 6961 p.     |
| Eptathlon (donne)                                                                       | Sveva Gerevini Cremona Sportiva Atletica Arvedi | 5741 p.     | Sara Chiaratti Società Sportiva Trionfo Ligure | 5235 p.     | Lucia Quaglieri Associazione Sportiva La Fratellanza 1874 | 5073 p.     |
| record dei campionati; record nazionale; record personale; record personale stagionale. |                                                 |             |                                                |             |                                                           |             |

### I 10000 metri piani del 27 settembre a Vittorio Veneto
| Specialità         | Oro                                                 | Prestazione | Argento                                          | Prestazione | Bronzo                                      | Prestazione |
| 10 000 m maschili  | Osama Zoghlami Centro Sportivo Aeronautica Militare | 29'07"27    | Sebastiano Parolini Gruppo Alpinistico Vertovese | 29'08"07    | Stefano La Rosa Centro Sportivo Carabinieri | 29'08"69    |
| 10 000 m femminili | Valeria Straneo Laguna Running                      | 32'55"25    | Isabel Mattuzzi Gruppi Sportivi Fiamme Gialle    | 33'04"22    | Giovanna Epis Centro Sportivo Carabinieri   | 33'16"47    |

### Il mezzofondo, le siepi e la marcia del 17-18 ottobre a Modena

#### Uomini
| Specialità   | Oro                                               | Prestazione | Argento                                             | Prestazione | Bronzo                                                    | Prestazione |
| 1500 m       | Joao Bussotti Centro Sportivo Esercito            | 3'47"51     | Abdelhakim Elliasmine Atletica Bergamo 1959         | 3'49"22     | Giovanni Filippi US Rogno                                 | 3'50"11     |
| 5000 m       | Ala Zoghlami Gruppo Sportivo Fiamme Oro           | 14'04"44    | Sebastiano Parolini Gruppo Alpinistico Vertovese    | 14'05"10    | Pasquale Selvarolo Atletica Casone Noceto                 | 14'08"81    |
| 3000 m siepi | Ala Zoghlami Gruppo Sportivo Fiamme Oro           | 8'26"22     | Osama Zoghlami Centro Sportivo Aeronautica Militare | 8'27"45     | Leonardo Feletto CUS Palermo                              | 8'35"17     |
| Marcia 10 km | Francesco Fortunato Gruppi Sportivi Fiamme Gialle | 39'96"      | Andrea Agrusti Gruppi Sportivi Fiamme Gialle        | 40'26"      | Federico Tontodonati Centro Sportivo Aeronautica Militare | 40'31"      |

#### Donne
| Specialità   | Oro                                                | Prestazione | Argento                                    | Prestazione | Bronzo                                             | Prestazione |
| 1500 m       | Eleonora Vandi Atletica AVIS Macerata              | 4'18"39     | Ludovica Cavalli Bracco Atletica           | 4'19"09     | Irene Vian Atletica Riviera del Brenta             | 4'20"89     |
| 5000 m       | Nadia Battocletti Gruppo Sportivo Fiamme Azzurre   | 15'46"26    | Ludovica Cavalli Bracco Atletica           | 16'02"63    | Martina Merlo Centro Sportivo Aeronautica Militare | 16'03"91    |
| 3000 m siepi | Martina Merlo Centro Sportivo Aeronautica Militare | 9'59"54     | Silvia Oggioni Pro Sesto Atletica          | 10'03"24    | Isabel Mattuzzi Gruppi Sportivi Fiamme Gialle      | 10'09"09    |
| Marcia 10 km | Antonella Palmisano Gruppi Sportivi Fiamme Gialle  | 41'28"      | Nicole Colombi Centro Sportivo Carabinieri | 43'55"      | Mariavittoria Becchetti Atletica Brescia 1950      | 44'40"      |

### La mezza maratona del 16 febbraio a Verona
| Specialità                           | Oro                                          | Prestazione | Argento                                   | Prestazione | Bronzo                                           | Prestazione |
| Mezza maratona maschile (21,097 km)  | Daniele D'Onofrio Gruppo Sportivo Fiamme Oro | 1h03'15"    | Nekagenet Crippa Trieste Atletica         | 1h03'23"    | Xavier Chevrier Atletica Valli Bergamasche Leffe | 1h03'25"    |
| Mezza maratona femminile (21,097 km) | Valeria Straneo Laguna Running               | 1h11'34"    | Giovanna Epis Centro Sportivo Carabinieri | 1h12'13"    | Federica Sugamiele Caivano Runners               | 1h13'04"    |

### La maratona del 13 dicembre a Reggio Emilia
| Specialità         | Oro                                       | Prestazione | Argento                                            | Prestazione | Bronzo                                    | Prestazione |
| Maratona maschile  | Giovanni Grano Nuova Atletica Isernia     | 2h14'31"    | Alessio Terrasi Gruppo Podistico Parco Alpi Apuane | 2h17'41"    | Salvatore Gambino DK Runners Milano       | 2h18'07"    |
| Maratona femminile | Giovanna Epis Centro Sportivo Carabinieri | 2h28'03"    | Anna Incerti Gruppo Sportivo Fiamme Azzurre        | 2h35'40"    | Catherine Bertone Atletica Sandro Calvesi | 2h39'39"    |